# Glacis

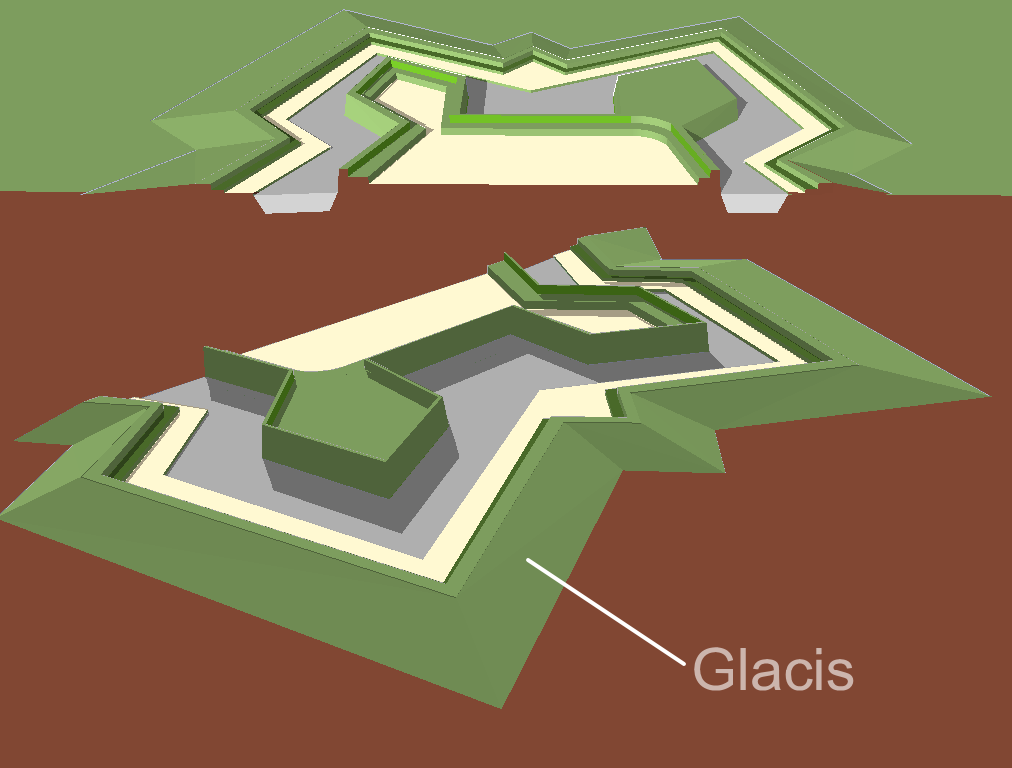
Glacis je zeleně, krytá cesta bíle

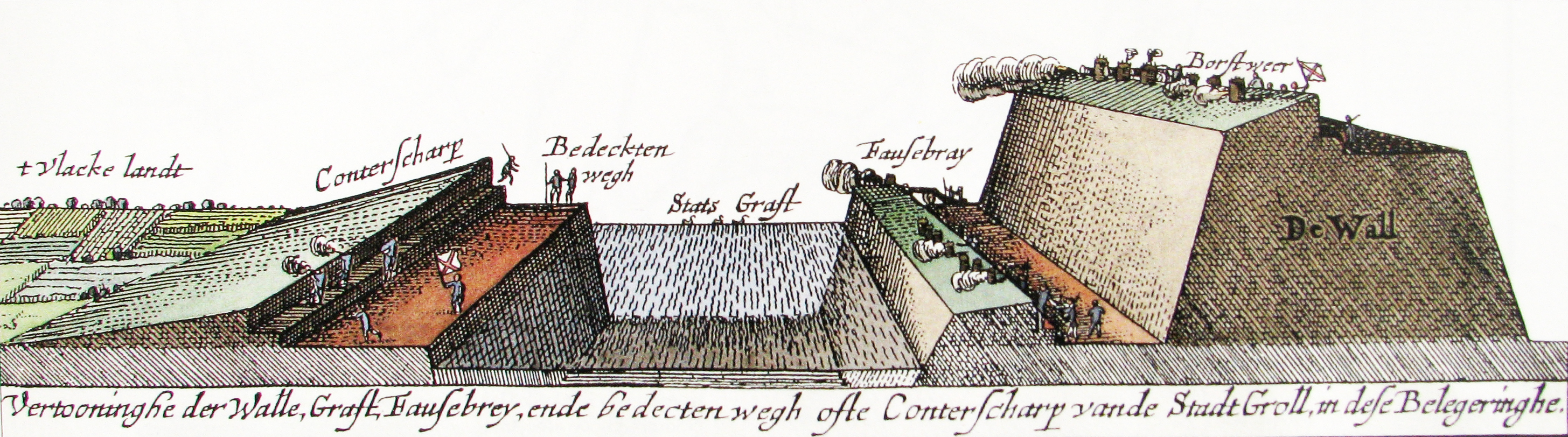
Řez barokním opevněním (Groenlo 1627). Glacis a krytá cesta jsou vlevo.

Glacis [glassí] (franc.), česky koliště, je v barokním opevňovacím stavitelství nejvnějšnější část hradeb, plochý val na vnější straně příkopu, který ven do krajiny pozvolna klesá. Účelem bylo, aby střely z hradeb zasáhly i další řady útočících vojáků na této šikmé ploše. Zemina, vykopaná při hloubení příkopu, se také nemusela odvážet daleko. Za valem směrem dovnitř je tzv. krytá cesta. To byl jakýsi ochoz, krytý tímto vnějším valem, který lemoval vnější hranu příkopu a probíhal souběžně s hradbou po celé její délce. Do glacis se někdy zasazovaly kůly, proto se v češtině nazývá koliště.[zdroj?] Podle jiné teorie má český název připomínat místo, kde se v těsné blízkosti městských hradeb "kolilo", tedy zápasilo a bojovalo.

## Malířská technika
Glacis je také malířská technika, objevená benátskými malíři v 16. století a používaná především v italském a francouzském malířství. Znamená krajně detailní zobrazení povrchů, příkladem může být Canalettův obraz Most přes Rialto. Opak se nazýval sfumetto.